# Katia Ricciarelli
Katia Ricciarelli (Rovigo, Véneto, 16 de gener de 1946) és una soprano d'òpera italiana. És coneguda també per la seva carrera com a actriu.

## Biografia
Nascuda al si d'una família molt humil, després de la mort primerenca del seu pare va haver de lluitar en circumstàncies difícils, en la seva joventut, mentre estudiava música.
Va estudiar al conservatori Benedetto Marcello, de Venècia, amb Iris Adami Corradetti; va guanyar diverses competicions vocals el 1968, i va fer el seu debut professional com a Mimì de La Bohème a Màntua el 1969, seguida per una aparició a Il trovatore a Parma el 1970. El següent any, va guanyar el premi Voci Verdiane de la Rai. Entre 1972 i 1975, es van succeir diversos compromisos amb els principals teatres d'òpera d'Europa i els Estats Units, incloent l'Òpera Lírica de Chicago (1972); La Scala (1973); Royal Opera House, Covent Garden (1974); i la Metropolitan Opera el 1975. El 1981, comença una associació d'una dècada amb el Rossini Opera Festival a Pesaro, ampliant així el seu repertori d'òperes de Rossini.
A més a més de les seves múltiples presentacions operístiques, el 1986 va aparèixer com a Desdèmona en la versió fílmica de Franco Zeffirelli d'Otello, de Verdi, al costat de Plácido Domingo. El 2005 guanya el premi Nastro d'argento a la millor actriu, guardonada pels periodistes de cinema italians, pel seu rol a La seconda notte di nozze de Pupi Avati.
El 1991 va fundar l'Accademia Lirica di Katia Ricciarelli, i, des de 2003, ha estat directora artística del Festival d'òpera Macerata. El 2006 va participar en el reality show La fattoria (versió italiana de La masia de 1907) al Canale 5.
Es va casar amb Pippo Baudo, una personalitat de la televisió, en el seu 40è aniversari, divorciant-se'n el 2004.
Al 2015 va publicar la seva autobiografia, Da donna a donna. La mia vita melodrammatica, en col·laboració amb Marco Carrozzo, en què a partir de les heroïnes que tants cops ha interpretat, des de Violetta fins a Mimì, des de Desdemona fins a Liù i Turandot o Tosca, explica records, reflexions i experiències.

## Discografia
- Simon Boccanegra (1973)
- Un ballo in maschera (amb Plácido Domingo en 1975)
- I due Foscari (amb Josep Carreras i Piero Cappuccilli, 1977)
- La battaglia di Legnano (amb Josep Carreras i Matteo Manuguerra, 1978)
- La bohème (1979)
- Luisa Miller (1979)
- Tosca (1979), amb Ruggero Raimondi i Josep Carreras dirigida per Herbert von Karajan.
- Un ballo in maschera (amb Luciano Pavarotti, 1980)
- Il trovatore (amb Josep Carreras i Stefania Toczyska, 1980)
- Aida (1981)
- Turandot (director: Herbert von Karajan, 1981)
- Carmen (1982)
- Falstaff (1982)
- La donna del lago (director: Maurizio Pollini, 1983)
- Don Carlo (amb Plácido Domingo, 1983-84)
- L'elisir d'amore (1984)
- Otello (1986)
- Missa núm. 2 en sol menor de Bellini i Missa Pro Defunctis 1809 de Giuseppe Geremia (amb Salvatore Fisichella, 1997)